# На’ви (језик)
На’ви (на’ви: Lìʼfya leNaʼvi) измишљени је плански језик направљен за филм Аватар из 2009. године. На’ви су разумни, хуманоидни и аутохтони становници месеца Пандора. Језик је створио Пол Фромер, професор на Пословног факултета Универзитета Јужне Калифорније са докторатом из лингвистике. На’ви је дизајниран да одговара концепцији филмског ствараоца Џејмса Камерона о томе како би језик требало да звучи у филму. Глумци филма су морали да га науче и правилно изговарају, тако да не личи ни на један људски језик.
Када је филм приказан 2009. године, на’ви је имао све већи речник од око хиљаду речи, али разумевање његове граматике било је ограничено на творца језика. Међутим ово се касније променило пошто је Фромер проширио лексикон на више од 2600 речи и објавио граматику, чиме је на’ви постао релативно потпун језик који се може научити и користити.